# Sport- und Schwimmverein Jahn 2000 Regensburg 2009-2010
Questa voce raccoglie le informazioni riguardanti lo Sport- und Schwimmverein Jahn 2000 Regensburg nelle competizioni ufficiali della stagione 2009-2010.

## Stagione
Nella stagione 2009-2010 il Jahn Regensburg, allenato da Markus Weinzierl, concluse il campionato di 3. Liga al 16º posto.

## Rosa
| N. |                                 | Ruolo | Calciatore           |
| -- | ------------------------------- | ----- | -------------------- |
| 1  | Germania (bandiera)             | P     | Bastian Becker       |
| 2  | Germania (bandiera)             | D     | Stefan Binder        |
| 3  | Germania (bandiera)             | C     | David Romminger      |
| 5  | Bosnia ed Erzegovina (bandiera) | D     | Mersad Selimbegović  |
| 6  | Germania (bandiera)             | C     | Sebastian Kreis      |
| 7  | Ucraina (bandiera)              | A     | Anton Šynder         |
| 8  | Germania (bandiera)             | C     | Tobias Schlauderer   |
| 9  | Rep. Ceca (bandiera)            | A     | Petr Stoilov         |
| 10 | Germania (bandiera)             | C     | Marco Haller         |
| 11 | Austria (bandiera)              | C     | Denis Berger         |
| 13 | Germania (bandiera)             | A     | Patrick Würll        |
| 14 | Germania (bandiera)             | C     | Stefan Jarosch       |
| 15 | Germania (bandiera)             | C     | Jerry Opoku-Karikari |

| N. |                     | Ruolo | Calciatore         |
| -- | ------------------- | ----- | ------------------ |
| 16 | Germania (bandiera) | C     | Andreas Schäffer   |
| 17 | Germania (bandiera) | D     | Oliver Hein        |
| 18 | Germania (bandiera) | D     | Alexander Maul     |
| 19 | Germania (bandiera) | A     | Marcel Reichwein   |
| 20 | Germania (bandiera) | A     | Dominik Schmid     |
| 21 | Germania (bandiera) | C     | Tobias Zellner     |
| 22 | Germania (bandiera) | P     | Rouven Sattelmaier |
| 23 | Germania (bandiera) | D     | Florian Hörnig     |
| 24 | Germania (bandiera) | D     | Tim Erfen          |
| 28 | Germania (bandiera) | D     | Marcel Hagmann     |
| 33 | Germania (bandiera) | P     | Patrick Wiegers    |
| 36 | Germania (bandiera) | A     | Jürgen Schmid      |

## Organigramma societario
Area tecnica
- Allenatore: Michael Köllner, Markus Weinzierl
- Allenatore in seconda: Wolfgang Beller
- Preparatore dei portieri: Jürgen Hahn
- Preparatori atletici: Thomas Barth

## Calciomercato

### Sessione estiva
| Acquisti | Acquisti        | Acquisti           | Acquisti |
| R.       | Nome            | da                 | Modalità |
| -------- | --------------- | ------------------ | -------- |
| C        | Denis Berger    | Ried               |          |
| D        | Marcel Hagmann  | Ingolstadt 04      |          |
| C        | Marco Haller    | Aalen              |          |
| D        | Oliver Hein     | Jahn Ratisbona U19 |          |
| D        | Florian Hörnig  | Unterhaching       |          |
| A        | Anton Šynder    | Aalen              |          |
| P        | Patrick Wiegers | Jahn Ratisbona U19 |          |

| Cessioni | Cessioni            | Cessioni           | Cessioni |
| R.       | Nome                | a                  | Modalità |
| -------- | ------------------- | ------------------ | -------- |
| D        | Moïse Bambara       | Ingolstadt 04      |          |
| D        | Andreas Brysch      | Unterhaching       |          |
| C        | Sebastian Escherich | Schalding-Heining  |          |
| C        | Harald Fleischer    | Eintracht Bamberga |          |
| A        | Emre Güral          | Elversberg         |          |
| C        | Manuel Hiemer       | Erzgebirge Aue     |          |
| D        | Tim Pollmann        | Ingolstadt 04      |          |
| A        | Tobias Wiesner      | Weiden             |          |

### Sessione invernale
| Acquisti | Acquisti             | Acquisti     | Acquisti |
| R.       | Nome                 | da           | Modalità |
| -------- | -------------------- | ------------ | -------- |
| C        | Jerry Opoku-Karikari | Stoccarda II |          |
| A        | Marcel Reichwein     | LR Ahlen     |          |

| Cessioni | Cessioni     | Cessioni           | Cessioni |
| R.       | Nome         | a                  | Modalità |
| -------- | ------------ | ------------------ | -------- |
| A        | Nico Beigang | Sportfreunde Lotte |          |

## Risultati

### 3. Liga

#### Girone di andata
| Arbitro: | Fritz |

|                         |           |  |
| Hagmann 52’ Stoilov 73’ | Marcatori |  |

| Arbitro: | Steuer |

|                             |           |                      |
| Fischer 25’ (rig.) Damm 49’ | Marcatori | 37’ Maul 67’ Zellner |

| Ratisbona 8 agosto 2009, ore 14:00 CEST 3ª giornata | Jahn Ratisbona | 0 – 0 referto | Wacker Burghausen | Jahnstadion (5 823 spett.)\| Arbitro: \| Dingert \| |
| Arbitro:                                            | Dingert        |               |                   |                                                     |

| Arbitro: | Kunzmann |

|                         |           |                                                |
| Hindelang 32’ Walch 74’ | Marcatori | 54’ Schlauderer 59’ Stoilov 90’ (rig.) Zellner |

| Arbitro: | Kampka |

|                    |           |  |
| Zellner 32’ (rig.) | Marcatori |  |

| Arbitro: | Sönder |

|  |           |                        |
|  | Marcatori | 67’ Berger 86’ Beigang |

| Arbitro: | Seidel |

|            |           |  |
| Šynder 65’ | Marcatori |  |

| Arbitro: | Meyer |

|                  |           |            |
| Fischer 81’, 90’ | Marcatori | 24’ Schmid |

| Arbitro: | Schößling |

|             |           |          |
| Stoilov 14’ | Marcatori | 12’ Rode |

| Arbitro: | Nowak |

|  |           |                                                                      |
|  | Marcatori | 36’ Binder 43’ Schlauderer 49’ (rig.) Zellner 70’ Stoilov 75’ Berger |

| Arbitro: | Gorniak |

|  |           |                   |
|  | Marcatori | 38’, 90’ Hartmann |

| Arbitro: | Steinberg |

|                                     |           |             |
| Agyemang 31’ Glasner 57’ Paulus 61’ | Marcatori | 84’ Beigang |

| Arbitro: | Osmers |

|                      |           |                                         |
| Steegmann 60’ (aut.) | Marcatori | 26’ Mitterhuber 31’, 32’ Schweinsteiger |

| Erfurt 24 ottobre 2009, ore 14:00 CEST 14ª giornata | Rot-Weiß Erfurt | 0 – 0 referto | Jahn Ratisbona | Steigerwaldstadion (4 642 spett.)\| Arbitro: \| Blos \| |
| Arbitro:                                            | Blos            |               |                |                                                         |

| Arbitro: | Glasmacher |

|                    |           |             |
| Mayombo 90’ (aut.) | Marcatori | 27’ Mayombo |

| Arbitro: | Dankert |

|               |           |  |
| Lindemann 88’ | Marcatori |  |

| Arbitro: | Aarnink |

|                        |           |  |
| Haller 38’ Beigang 58’ | Marcatori |  |

| Arbitro: | Seiwert |

|                        |           |  |
| Haller 71’ Jarosch 87’ | Marcatori |  |

| Arbitro: | Kempter |

|                                              |           |                               |
| Weil 44’ (rig.), 90’ (rig.) Heidenfelder 86’ | Marcatori | 46’ (rig.) Zellner 84’ Berger |

#### Girone di ritorno
| Arbitro: | Gorniak |

|                   |           |  |
| Šynder 82’ (aut.) | Marcatori |  |

| Arbitro: | Christ |

|               |           |  |
| Reichwein 34’ | Marcatori |  |

| Arbitro: | Kempter |

|          |           |            |
| Kurz 14’ | Marcatori | 45’ Hörnig |

| Ratisbona 23 febbraio 2010, ore 19:00 CET 23ª giornata | Jahn Ratisbona | 0 – 0 referto | Stoccarda II | Jahnstadion (1 972 spett.)\| Arbitro: \| Kunzmann \| |
| Arbitro:                                               | Kunzmann       |               |              |                                                      |

| Arbitro: | Zwayer |

|             |           |  |
| Kumbela 61’ | Marcatori |  |

| Arbitro: | Seidel |

|  |           |                                  |
|  | Marcatori | 17’ Boskovic 65’ Türker 90’ Açar |

| Arbitro: | Unger |

|                                 |           |            |
| Wagner 50’ Futács 65’, 83’, 89’ | Marcatori | 5’ Stoilov |

| Arbitro: | Seidel |

|            |           |            |
| Haller 55’ | Marcatori | 90’ Fießer |

| Offenbach am Main 13 marzo 2010, ore 14:00 CET 28ª giornata | Kickers Offenbach | 0 – 0 referto | Jahn Ratisbona | Stadion am Bieberer Berg (7 203 spett.)\| Arbitro: \| Steinhaus-Webb \| |
| Arbitro:                                                    | Steinhaus-Webb    |               |                |                                                                         |

| Arbitro: | Kampka |

|             |           |                   |
| Hagmann 75’ | Marcatori | 87’ (rig.) Yılmaz |

| Arbitro: | Benedum |

|                        |           |                    |
| Hartmann 24’ Pisot 90’ | Marcatori | 11’, 76’ Reichwein |

| Arbitro: | Petersen |

|                         |           |                  |
| Reichwein 27’ Erfen 77’ | Marcatori | 90’ (rig.) Curri |

| Arbitro: | Thomsen |

|                                  |           |  |
| Rathgeber 29’ Schweinsteiger 72’ | Marcatori |  |

| Arbitro: | Dittrich |

|  |           |                           |
|  | Marcatori | 53’ Hauswald 75’ Kammlott |

| Arbitro: | Dankert |

|                                           |           |          |
| Truckenbrod 34’ Gardawski 67’ Smeekes 77’ | Marcatori | 4’ Kreis |

| Arbitro: | Blos |

|                        |           |                          |
| Haller 25’ Stoilov 82’ | Marcatori | 14’ Lindemann 22’ Hansen |

| Arbitro: | Aarnink |

|  |           |                             |
|  | Marcatori | 28’ Stoilov 65’ Schlauderer |

| Arbitro: | Petersen |

|                          |           |  |
| Boztepe 3’ Hünemeier 21’ | Marcatori |  |

| Arbitro: | Metzen |

|                                 |           |                      |
| Schmid 62’ Reichwein 76’ (rig.) | Marcatori | 48’ (rig.), 52’ Weil |

## Statistiche

### Statistiche di squadra
| Competizione | Punti | In casa | In casa | In casa | In casa | In casa | In casa | In trasferta | In trasferta | In trasferta | In trasferta | In trasferta | In trasferta | Totale | Totale | Totale | Totale | Totale | Totale | DR |
| Competizione | Punti | G       | V       | N       | P       | Gf      | Gs      | G            | V            | N            | P            | Gf           | Gs           | G      | V      | N      | P      | Gf     | Gs     | DR |
| ------------ | ----- | ------- | ------- | ------- | ------- | ------- | ------- | ------------ | ------------ | ------------ | ------------ | ------------ | ------------ | ------ | ------ | ------ | ------ | ------ | ------ | -- |
| 3. Liga      | 46    | 19      | 7       | 8       | 4       | 20      | 19      | 19           | 4            | 5            | 10           | 23           | 29           | 38     | 11     | 13     | 14     | 43     | 48     | -5 |
| Totale       | 46    | 19      | 7       | 8       | 4       | 20      | 19      | 19           | 4            | 5            | 10           | 23           | 29           | 38     | 11     | 13     | 14     | 43     | 48     | -5 |

### Andamento in campionato
| Giornata  | 1 | 2 | 3 | 4 | 5 | 6 | 7 | 8 | 9 | 10 | 11 | 12 | 13 | 14 | 15 | 16 | 17 | 18 | 19 | 20 | 21 | 22 | 23 | 24 | 25 | 26 | 27 | 28 | 29 | 30 | 31 | 32 | 33 | 34 | 35 | 36 | 37 | 38 |
| --------- | - | - | - | - | - | - | - | - | - | -- | -- | -- | -- | -- | -- | -- | -- | -- | -- | -- | -- | -- | -- | -- | -- | -- | -- | -- | -- | -- | -- | -- | -- | -- | -- | -- | -- | -- |
| Luogo     | C | T | C | T | C | T | C | T | C | T  | C  | T  | C  | T  | C  | T  | C  | C  | T  | T  | C  | T  | C  | T  | C  | T  | C  | T  | C  | T  | C  | T  | C  | T  | C  | T  | T  | C  |
| Risultato | V | N | N | V | V | V | V | P | N | V  | P  | P  | P  | N  | N  | P  | V  | V  | P  | P  | V  | N  | N  | P  | P  | P  | N  | N  | N  | N  | V  | P  | P  | P  | N  | V  | P  | N  |
| Posizione | 1 | 2 | 8 | 5 | 2 | 2 | 1 | 2 | 2 | 1  | 1  | 3  | 6  | 7  | 7  | 9  | 7  | 6  | 7  | 9  | 6  | 8  | 8  | 8  | 9  | 13 | 12 | 11 | 12 | 13 | 11 | 13 | 15 | 16 | 16 | 14 | 16 | 16 |

Legenda:

Luogo: C = Casa; T = Trasferta. Risultato: V = Vittoria; N = Pareggio; P = Sconfitta.

### Statistiche dei giocatori
| B. Becker         | 0  | 0 | 0  | 0 |
| N. Beigang        | 16 | 3 | 1  | 0 |
| D. Berger         | 35 | 3 | 6  | 0 |
| S. Binder         | 34 | 1 | 8  | 1 |
| T. Erfen          | 13 | 1 | 2  | 1 |
| M. Hagmann        | 32 | 2 | 5  | 1 |
| M. Haller         | 33 | 4 | 12 | 0 |
| O. Hein           | 5  | 0 | 0  | 0 |
| F. Hörnig         | 25 | 1 | 4  | 0 |
| S. Jarosch        | 20 | 1 | 6  | 0 |
| S. Kreis          | 21 | 1 | 3  | 0 |
| A. Maul           | 26 | 1 | 6  | 0 |
| J. Opoku-Karikari | 2  | 0 | 0  | 0 |
| M. Reichwein      | 18 | 5 | 3  | 0 |
| D. Romminger      | 15 | 0 | 2  | 0 |
| R. Sattelmaier    | 37 | 0 | 1  | 0 |
| T. Schlauderer    | 32 | 3 | 8  | 1 |
| D. Schmid         | 0  | 0 | 0  | 0 |
| J. Schmid         | 32 | 2 | 7  | 0 |
| A. Schäffer       | 0  | 0 | 0  | 0 |
| M. Selimbegović   | 17 | 0 | 4  | 0 |
| A. Šynder         | 29 | 1 | 4  | 0 |
| P. Stoilov        | 33 | 7 | 3  | 0 |
| P. Wiegers        | 2  | 0 | 0  | 0 |
| P. Würll          | 13 | 0 | 0  | 0 |
| T. Zellner        | 36 | 5 | 5  | 0 |